# Christophe Detilloux
Christophe Detilloux (Rocourt, 3 de mayo de 1974) es un antiguo ciclista belga.

## Biografía
Christophe Detilloux debutó como profesional en 1996 con el equipo Lotto. Ganó su única victoria como profesional año siguiente al conseguir la Boucle de l'Artois.
En 2005 fichó por el conjunto francés La Française des jeux donde estuvo durante tres temporadas. En 2008 viendo que su contrato no iba a ser renovado por su equipo, decidió poner fin a su carrera deportiva al final de esa temporada.

## Palmarés
1997
- Boucle de l'Artois

## Resultados en Grandes Vueltas
| Carrera | Carrera         | 1996 | 1997 | 1998 | 1999 | 2000 | 2001 | 2002  | 2003 | 2004 | 2005 | 2006  | 2007 |
| ------- | --------------- | ---- | ---- | ---- | ---- | ---- | ---- | ----- | ---- | ---- | ---- | ----- | ---- |
|         | Giro de Italia  | —    | —    | —    | —    | —    | —    | 118.º | —    | Ab.  | Ab.  | —     | —    |
|         | Tour de Francia | —    | —    | ―    | ―    | ―    | ―    | ―     | ―    | ―    | ―    | ―     | —    |
|         | Vuelta a España | ―    | ―    | ―    | Ab.  | ―    | ―    | ―     | ―    | ―    | ―    | F. c. | ―    |

―: no participa
Ab.: abandono
F. c.: fuera de control